# Heterallactis semiconstricta
Heterallactis semiconstricta är en fjärilsart som beskrevs av George Francis Hampson 1914. Heterallactis semiconstricta ingår i släktet Heterallactis och familjen björnspinnare. Inga underarter finns listade i Catalogue of Life.